# Orcómeno (Arcadia)
Orcómeno (griego Ὀρχομενός) era una polis griega situada en Arcadia. Sus ruinas se hallan próximas a la moderna localidad de Orchomenos/Ορχομενός (hasta 1963 se llamó Καλπάκι - Kalpaki)

## Fundación mítica
Los orcomenios como todos los arcadios eran considerados autóctonos por los griegos.

## Historia
La ciudad estaba emplazada a una altitud de 750 metros en la cima de un monte. Es mencionada por Homero. En el siglo VII a. C., era la primera potencia de Arcadia. Desde el sigo VI a. C. fue miembro de la Liga del Peloponeso. Orcómeno, fiel a Esparta durante la guerra del Peloponeso, como otras ciudades de Arcadia, era una ciudad importante, tanto por su pasado como por su posición estratégica en el centro del Peloponeso. Pertenecía a la Liga del Peloponeso desde el siglo VI a. C. y participó con 120 hombres en la batalla de las Termópilas, y con un contingente de 600 soldados en la batalla de Platea.
En el 418 a. C., cuando los atenienses bajo el mando de Laques y Nicóstrato tras una asamblea con sus aliados decidieron unánimemente marchar contra Orcómeno, penetraron en Arcadia, pusieron sitio a la ciudad y lanzaron asaltos diarios contra sus muros. Los de Orcómeno preocupados por la debilidad de sus murallas y en vista de que no recibían ninguna ayuda de Esparta, llegaron a un acuerdo con los sitiadores.
Después de un continuo y prolongado cambio de alianzas por parte de los orcomenios (en el siglo IV a. C. con la Liga Arcadia y en el siglo III a. C. con la Liga Aquea), terminaron siendo sometidos en el año 233 a. C. por el rey macedonio Antígono III. En el siglo siguiente, tras finalizar la tercera guerra macedónica (168 a. C.), el Senado romano comisionó a Gayo Aurelio Orestes, de la gens Aurelia, para invitar a Roma a los magistrados de las ciudades griegas derrotadas. Una de sus medidas contemplaba que los orcomenios abandonaran la Liga Aquea puesto que no eran de estirpe aquea.

## Descripción de Pausanias
El antiguo río Anquisia de los arcadios discurría a la izquierda del camino que llevaba hasta el monte sobre el que se levantaba Orcómeno. En las laderas existía todavía en tiempos de Pausanias un santuario consagrado a Artemisa Himnia, cuya propiedad compartían orcomenios y mantineos. Menciona también el Periegeta, además de las ruinas del ágora, los restos de las murallas: «la ciudad de nuestro tiempo está edificada al pie del anillo de la muralla antigua». Y añade que junto a la muralla hay una fuente que aprovisiona de agua a la ciudad. Existían, según dicho escritor, estatuas de piedra de Poseidón y Afrodita, en sus respectivos santuarios. Informa también de una estatua de madera (xoanon) dedicada a Artemisa que estaba erigida en un gran cedro, motivo por el que la diosa recibía el apelativo de Cedreátide.
En el territorio de Orcómeno, cerca del límite con el de Mantinea, se hallaba el monte Anquisia, en cuyas faldas se encontraba el importante santuario de Artemisa Himnia, advocación que era venerada por todos los arcadios.

## Arqueología
Las excavaciones en el área de Orcómeno fueron llevadas a cabo por la Escuela Francesa de Atenas y posteriormente por Theodoros Spyropoulos.
Los principales restos arqueológicos hallados incluyen el asentamiento prehistórico de Katalymata, un sistema de drenaje, una tumba prehistórica, restos de un asentamiento micénico en la colina Mytikas, ubicada en el cercano pueblo de Palaiopyrgos, un puente de la época arcaica, restos del templo de Artemisa, el teatro del periodo helenístico, murallas, el buleuterio, el ágora y un antiguo santuario y basílica paleocristiana.